# Фридрих Тута
Фридрих Тута (на немски: Friedrich Tuta, * 1269, † 16 август 1291) от род Ветини е от 1285 г. маркграф на Ландсберг и от 1288 до 1291 г. маркграф на Марка Лужица, също регент на Маркграфство Майсен.
Фридрих е единственият син на маркграф Дитрих фон Ландсберг († 1285) и съпругата му Хелена от Бранденбург († 1304). Той наследява баща си през 1285 г. и след смъртта на дядо му Хайнрих III Светлейший през 1288 г. също и Маркграфство Лужица. На 11 септември 1289 г. той купува част от Майсен и територията на чичо му маркграф Фридрих Клемс с изключение на Дрезден, който вече бил продаден на маркграф Валдемар от Бранденбург.
Фридрих Тута умира на 16 август 1291 г. на 22 години в дворец Хиршщайн, отровен с череши и не оставя мъжки наследник. Погребан е във Вайсенфелс.
Неговите собствености получават Дитрих IV и брат му Фридрих I.

## Семейство и деца
Фридрих е женен през 1287 г. за Катерина Вителсбах (1267–1310), дъщеря на херцог Хайнрих I от Долна Бавария, с която имат две деца:
- син († 1291)
- Елизабет (* 1288/1291; † ок. 1303), сгодена 1303 г. за херцог Болко II († 1341), фон Мюнстерберг, син на херцог Болко I от Швидница.